# Trans-Asian Railway
Die Trans-Asian Railway (TAR; deutsch transasiatische Eisenbahn) ist ein Projekt der  Wirtschafts- und Sozialkommission für Asien und den Pazifik der Vereinten Nationen zur Schaffung eines 80.900 Kilometer langen Eisenbahnnetzes für Schienengüterverkehr durch Asien und Europa. Das Projekt wird in Anlehnung an die alte Seidenstraße auch als Eiserne Seidenstraße bezeichnet.

## Geschichte
Das Projekt wurde in den 1950er Jahren mit dem Ziel gestartet, eine durchgehende 14.000 km lange Eisenbahnverbindung zwischen Singapur und Istanbul (und weiteren Anschlüssen nach Europa und Afrika) zu erhalten. Da zu dieser Zeit der Schiffs- und Flugverkehr noch nicht so weit entwickelt war wie heute, versprach dieses Projekt eine deutliche Senkung der Transportzeiten und -kosten zwischen Europa und Asien. Der weitere Fortschritt des Projekts wurde jedoch in den folgenden Jahrzehnten durch verschiedene politische und wirtschaftliche Hürden behindert. Erst in den 1990er Jahren, nach dem Ende des Kalten Krieges, stiegen die Aussichten auf Verwirklichung einer Eisenbahnverbindung durch den asiatischen Kontinent.

## Ziele
Mit der TAR hofft man, den stark zunehmenden Güterverkehr zwischen den eurasiatischen Ländern auffangen zu können und auch den Zugang zu Binnenstaaten wie Laos, Afghanistan, der Mongolei und den zentralasiatischen Republiken zu verbessern.

## Planungen
Ein Großteil des Eisenbahnnetzes existiert bereits, allerdings gibt es noch mehrere entscheidende Lücken. Ein Problem sind dabei die unterschiedlichen Spurweiten in den verschiedenen Ländern: Im Iran, in China und Korea wird die 1435-mm-Normalspur verwendet, in Nord- und Zentralasien kommt größtenteils die 1520-mm-Breitspur zum Einsatz, in Indien, Pakistan, Bangladesch und Sri Lanka wird eine 1676-mm-Breitspur verwendet, und ein Großteil von Südostasien verwendet die Meterspur. Auf der TAR würde man dabei weitgehend auf das Umspuren verzichten, sondern mit Hilfe entsprechender Umschlagbahnhöfe die Container auf andere Züge umladen.
Folgende vier Korridore wurden bis 2001 in die Planungen aufgenommen:
- Der Nordkorridor verbindet Europa mit dem Pazifik über Deutschland, Polen, Belarus, Russland, Kasachstan, die Mongolei, China und Korea. Dabei kommt es zu Änderungen der Spurweite zwischen Polen und Belarus und zwischen Kasachstan bzw. der Mongolei und China. Ein Großteil dieser Strecke wird durch die 9200 km lange Transsibirische Eisenbahn abgedeckt, die bereits heute eine wichtige Rolle im Güterverkehr spielt. Wegen der Isolationspolitik Nordkoreas müssen Güter aus Südkorea per Schiff nach Wladiwostok transportiert werden.

- Der Südkorridor verläuft von Europa nach Südostasien über die Türkei, Iran, Pakistan, Indien, Bangladesch, Myanmar nach Thailand. Weitere Streckenäste führen nach Yunnan (China) und via Malaysia nach Singapur. Lücken gibt es dabei noch zwischen Indien und Myanmar, zwischen Myanmar und Thailand, zwischen Kambodscha und Vietnam sowie zwischen Laos und Vietnam. Die Spurweite ändert sich zwischen dem Iran und Pakistan, zwischen Indien und Myanmar sowie zwischen Laos und Thailand.

- Ein südostasiatisches Netzwerk

- Der Nord-Süd-Korridor verbindet Nordeuropa mit dem Persischen Golf; er beginnt in Helsinki und verläuft durch Russland zum Kaspischen Meer, wo er sich in drei Äste aufteilt:
  - Die westliche Route führt durch Aserbaidschan, Armenien und den Westen des Iran.
  - Die mittlere Route führt per Fähre über das Kaspische Meer in den Iran.
  - Die östliche Route verläuft durch Kasachstan, Usbekistan und Turkmenistan in den Osten des Iran.

Alle drei Routen vereinigen sich wieder in Teheran und führen zur iranischen Hafenstadt Bandar Abbas.

## Fortschritte
Im Südkorridor wurde die Lücke in Iran zwischen Bam und Zahedan 2009 geschlossen. Im August des gleichen Jahres fuhr ein Testzug in 14 Tagen von Islamabad nach Istanbul. In der Ostrichtung fuhr der erste Testzug ein Jahr später in neun Tagen. Die Umladung der Container zwischen den Zügen verschiedener Spurbreiten erfolgt im iranischen Grenzort Zahedan. 2019 wurde der grenzüberschreitende Schienengüterverkehr zwischen Thailand und Kambodscha wieder in Betrieb genommen. Seit Dezember 2021 erfolgt in der Präfektur Vientiane in Laos die Umladung der Container zwischen den Zügen verschiedener Spurbreiten. Unter der Bezeichnung ASEAN Express verkehrt seit Oktober 2022 zweimal wöchentlich ein internationaler Güterzug zwischen Malaysia über Thailand nach Laos. Der Zug bewältigt eine Fahrstrecke von 2206 km in 72 Stunden. Die Kapazität beträgt 80 TEU-Container.